# Enoch L. Johnson
Enoch Lewis „Nucky“ Johnson (* 20. Januar 1883 Smithville, im Galloway Township; † 9. Dezember 1968 in Northfield, New Jersey) war ein korrupter Politiker im US-amerikanischen Bundesstaat New Jersey, der von 1913 bis 1941 sowohl die Regierung als auch das organisierte Verbrechen in Atlantic City kontrollierte.

## Leben
1887 wurde Johnsons Vater Smith Endicott B. Johnson (1853–1917) Sheriff im Atlantic County und bestimmte gemeinsam mit dem Kongressabgeordneten John J. Gardner und Lewis P. Scott (1854–1907) die Politik von Atlantic City. Da das Gesetz des Bundesstaates nur eine Amtszeit als Sheriff erlaubte, wechselten sich die drei ab. Johnson beendete im Jahr 1900 seine schulische Ausbildung an der Atlantic City High School. So kam es, dass auch Johnson 1905 zunächst als Undersheriff (stellvertretender Leiter der Polizeibehörde) für seinen Vater und im Jahr 1908 zum Sheriff gewählt wurde. Im Folgejahr wurde er Sekretär des republikanischen Exekutivkomitees im Atlantic County.
Als der Demokrat Woodrow Wilson 1910 zum Gouverneur von New Jersey gewählt wurde, sagte er der Gewalt und Korruption den Kampf an. Er setzte eine staatliche Kommission ein, die in Atlantic City eine Untersuchung wegen des Verdachts auf Wahlbetrug durchführte. Angeklagt waren mehr als 100 Mitglieder einer Organisation des Commanders Louis Kuehnle, darunter auch Johnson. Während Kuehnle zu einer einjährigen Haftstrafe verurteilt wurde, kam Johnson frei. Er musste allerdings als County Sheriff zurücktreten und übernahm stattdessen die fast vollständige Kontrolle über die Organisation der Republikanischen Partei im County. Johnson war an den Einnahmen aus Glücksspiel und Prostitution beteiligt und dehnte seinen politischen Einfluss bald auf die Staatspolitik aus. 1914 wurde er Bezirksschatzmeister und er nahm 1916 Einfluss auf die Wahl von Walter Evans Edge zum neuen Gouverneur von New Jersey. Zwei Jahre später ernannte Edge Johnson zum Gerichtsschreiber des Obersten Gerichtshofs des Staates.

## Der Boss von Atlantic City

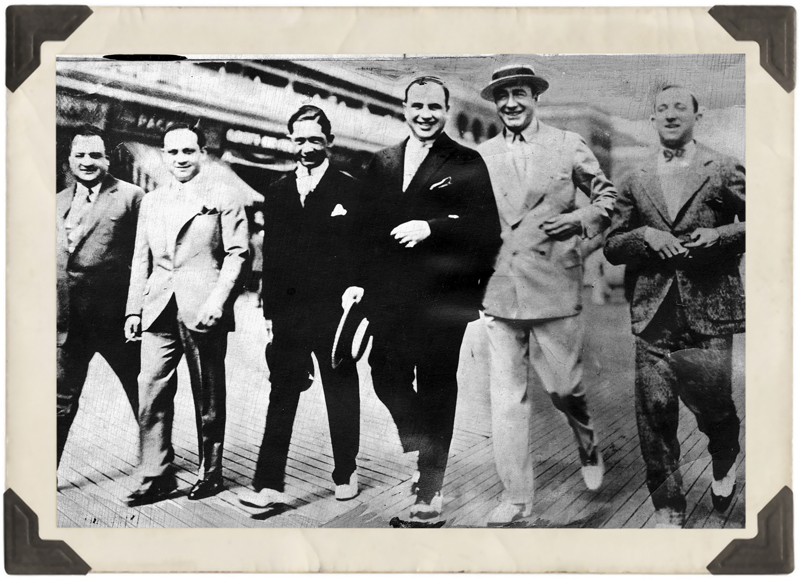
Johnson mit Gästen seines Treffens 1929

Die Attraktivität von Atlantic City nahm durch seinen Einfluss zu und seine Gewinne aus dubiosen Geschäften, dem Rotlichtmilieu und dem Glücksspiel ab 1920 durch den Erlass zur Prohibition wuchsen, denn er verstand es, diesen geschickt zu umgehen oder zu nutzen. Da das Gesetz die Herstellung und den Verkauf von alkoholischen Getränken überall im Land verbot, wurde Atlantic City zu einem wichtigen Hafen für die Einfuhr von Alkohol, denn hier wurde das Gesetz missachtet. Die Wirtschaft der Stadt basierte auf dem Tourismus, und Johnsons Organisation stellte sicher, dass alles, was im Rest des Landes nicht verfügbar war, hier zum Verkauf angeboten wurde.

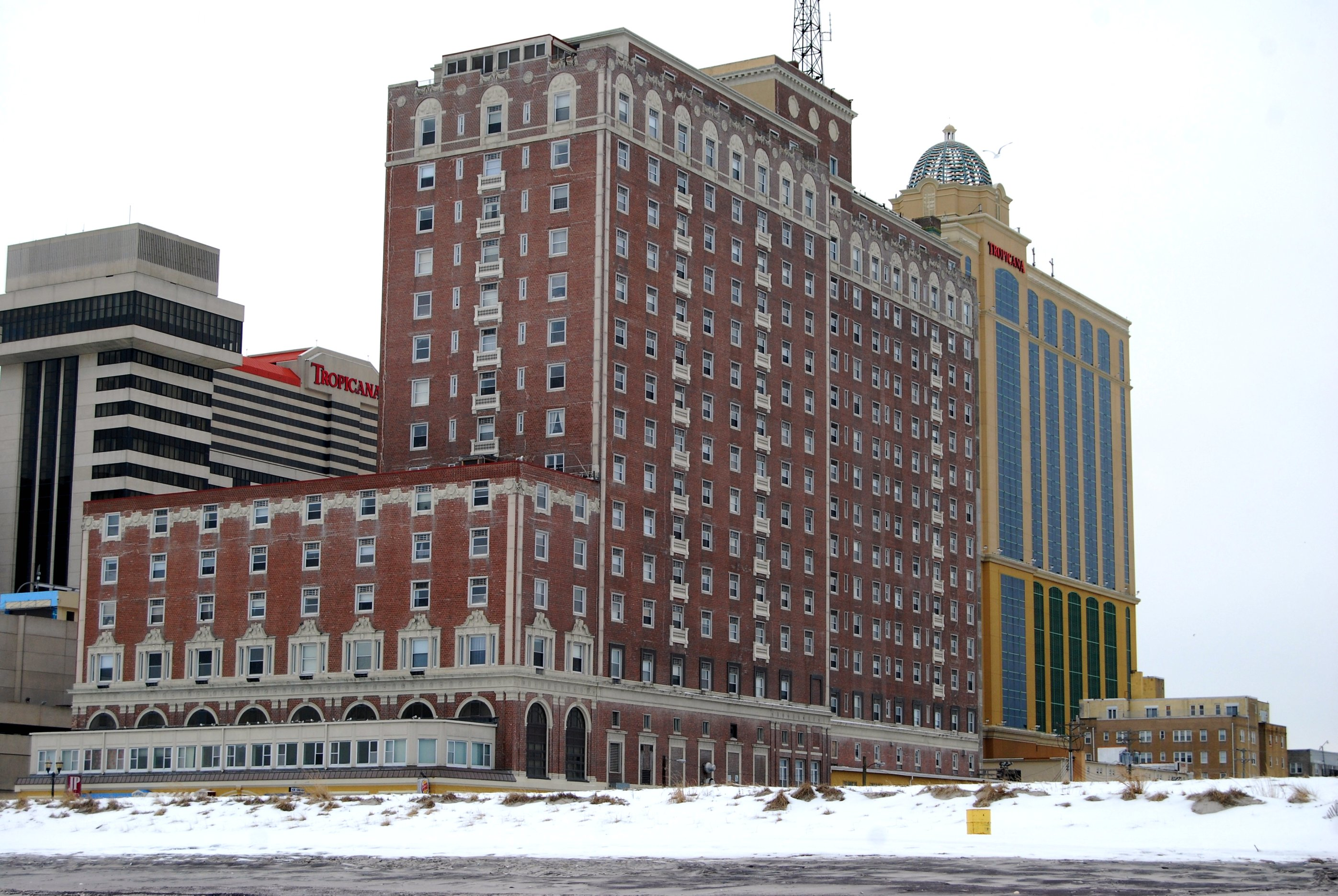
Ritz-Carlton Atlantic City

Im Jahr 1929 soll Johnson ein Treffen prominenter Mob-Persönlichkeiten, darunter Al Capone, Charlie „Lucky“ Luciano, Meyer Lansky und George „Bugs“ Moran veranstaltet haben. Als Chef von Atlantic City war er eine nationale Persönlichkeit innerhalb des organisierten Verbrechens. Er soll der „Seven Group“ angehört haben, organisierten Verbrecherbanden, die im Nordosten der Vereinigten Staaten zusammenarbeiteten. Johnson war ein groß gewachsener Mann, der durch sein gepflegtes Äußeres auffiel. Er flanierte regelmäßig mit einer roten Nelke im Knopfloch auf der Promenade der Stadt und war als „Zar des Ritz“ bekannt, denn er hatte den kompletten neunten Stock des Ritz-Carlton Hotels für sich gemietet. Sein Jahreseinkommen während der drei Jahrzehnte, in denen er Atlantic City regierte, wurde später auf 500.000 US-Dollar geschätzt. In den 1930er Jahren wurde in den Zeitungen viel über Atlantic City und Johnson berichtet. Die Missachtung der Gesetze soll er wie folgt begründete haben:

“We have whiskey, wine, women, song, and slot machines. I won’t deny it, and I won’t apologize for it. If the majority of the people didn’t want them, they wouldn’t be profitable, and they wouldn’t exist. The fact that they do exist proves to me that the people want them”

„Wir haben Whisky, Wein, Frauen, Gesang und Spielautomaten. Ich werde es weder leugnen noch mich dafür entschuldigen. Wenn die Mehrheit der Menschen sie nicht wollte, wären sie nicht profitabel und sie würden nicht existieren. Die Tatsache, dass sie existieren, beweist mir, dass die Leute sie wollen.“

Die Aufhebung der Prohibition im Jahre 1933 verringerte seine Einnahmen. Zudem brachte das mediale Interesse auch Nachteile mit sich, denn staatliche Stellen begannen sich für ihn zu interessieren. Im Jahr 1939 wurde er wegen Steuerhinterziehung angeklagt und 1941 zu zehn Jahren Gefängnis und 20.000 Dollar Strafe verurteilt. Er saß für vier Jahre im Gefängnis und wurde 1945 auf Bewährung entlassen, lebte weiterhin in der Stadt und arbeitete als Verkäufer für eine Ölgesellschaft. Johnson wurde nie beschuldigt, jemanden persönlich getötet zu haben, noch wurde er beschuldigt, den Mord eines anderen angeordnet zu haben.

## Familie und Tod
Johnson hatte einen Bruder Enoch J. Johnson (1881–1966) und war zweimal verheiratet:
- 1906 mit Mabel Jeffries († 1913)
- 1941, am Tag vor seiner Verurteilung, mit Florence „Flossie“ Osbeck

Er starb im Alter von fünfundachtzig Jahren im Atlantic County Convalescent Home in Northfield, New Jersey und wurde auf dem Zion Cemetery im Egg Harbor Township beigesetzt.

## Rezeption
- Johnsons Leben diente als Vorlage für die US-amerikanische TV-Serie Boardwalk Empire.[6]

## Publikationen (Auswahl)
- The case of Enoch L. Johnson: a complete report of the Atlantic City investigation conducted jointly by the Treasury Department and the Department of Justice. New Jersey 1942 (dspace.njstatelib.org [PDF] unveröffentlichtes Manuskript).